# Kanton Châtellerault-Sud
Kanton Châtellerault-Nord (fr. Canton de Châtellerault-Sud) je francouzský kanton v departementu Vienne v regionu Poitou-Charentes. Skládá se ze tří obcí.

## Obce kantonu
- Châtellerault (jižní část)
- Naintré
- Senillé